# 朝邑縣
朝邑縣，陝西省旧县名。

## 历史
禹貢冀州之地。殷時為芮國，有大荔戎。周春秋時為蒲關。秦厲共公伐大荔，取王城，築高壘以臨晉國，名臨晉。戰國時魏文侯重城於此，亦名臨晉。漢為臨晉縣，屬左馮翊。新莽更名監晉縣。東漢復為臨晉，屬左馮翊。晉因之，屬馮翊郡。南北朝後魏分置南五泉縣，屬澄城郡。西魏文帝大统六年（540）南五泉縣改為朝邑縣，以據朝坂，故名。隋因之，屬馮翊郡。
唐朝武德三年（620年），在朝邑东部析置河濱縣，貞觀二年（628年）省并入朝邑县。乾元三年（760年），改河西縣，隸河中府。上元元年（760），朝邑县改名河西县。大历五年（770），在朝邑旧址分设朝邑县。贞元元年（785），河西县并入朝邑县，還隸同州。五代、宋、金、元、明俱為朝邑縣，隸西安府同州。清代屬陝西同州府。
民国十八年（1929），在朝邑县东河滩地设平民县。1950年5月，平民县并入朝邑县
1949年后属渭南专区，1956年起为省辖县，1958年因修建三门峡水库，朝邑县并入大荔县。